# Ligyrus gibbosus
Ligyrus gibbosus är en skalbaggsart som beskrevs av Degeer 1774. Ligyrus gibbosus ingår i släktet Ligyrus och familjen Dynastidae. Inga underarter finns listade i Catalogue of Life.